# Moms for Liberty
Moms for Liberty (deutsch „Mütter für Freiheit“) ist eine Organisation in den Vereinigten Staaten, die sich für eine nach ihren Vorstellungen konservative Schulpolitik einsetzt. Insbesondere lehnt die Organisation Lehrpläne ab, in denen LGBTQ+-Rechte, Race, Critical Race Theory und Diskriminierung erwähnt werden. Zudem kämpft sie für die Verbannung von ihrer Ansicht nach ungeeigneten Büchern aus Schulbibliotheken.

## Gründung und Ziele

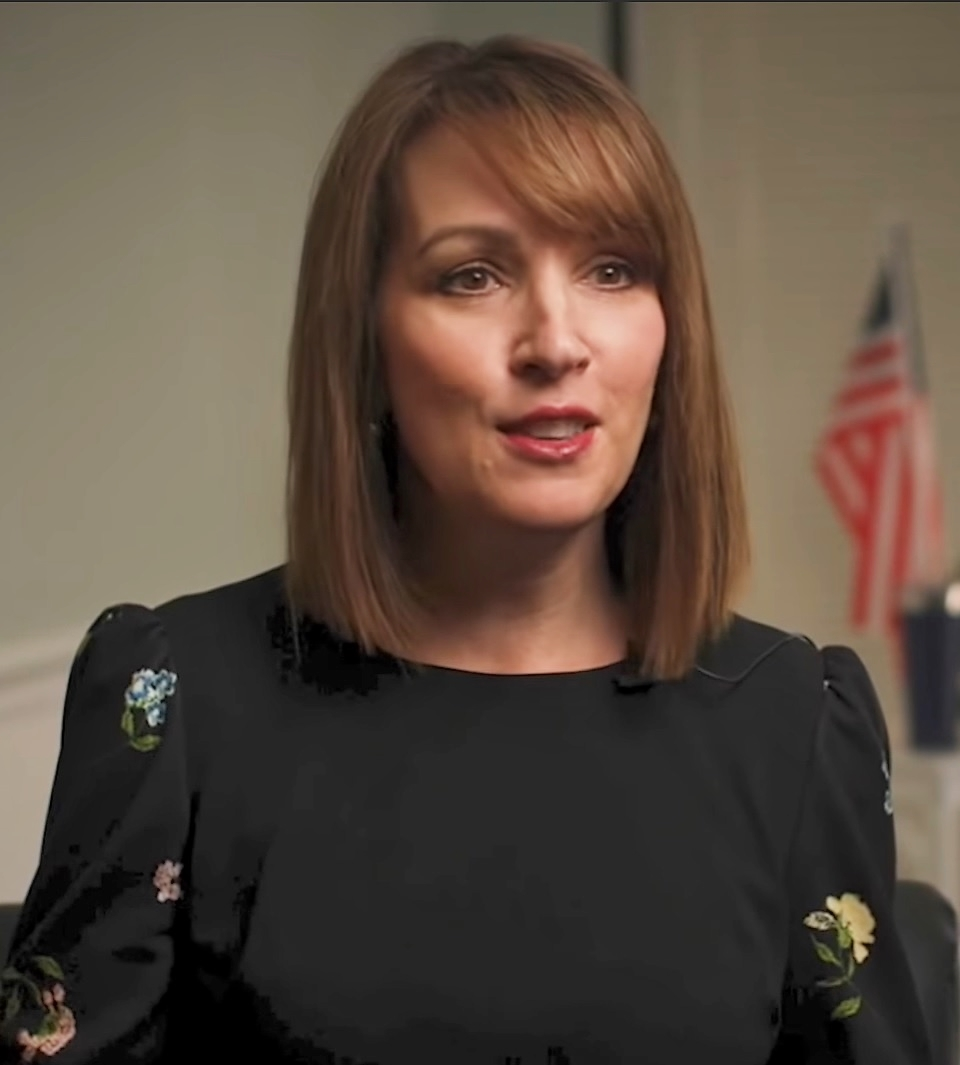
Tina Descovich bei einem Interview 2021

Moms for Liberty wurde im Januar 2021 von den ehemaligen Schulrätinnen Tina Descovich und Tiffany Justice sowie der damaligen Schulrätin Bridget Ziegler, der Ehefrau des Vorsitzenden der Republikanischen Partei Floridas, Christian Ziegler, gegründet. Die Organisation setzt sich gegen Lehrpläne in Schulen ein, die LGBTQ+-Rechte, Race und Ethnizität, Critical Race Theory und Diskriminierung thematisieren.
Moms For Liberty setzt sich ebenfalls für Bücherverbote ein, die ihren Wertvorstellungen widersprechen, und übt Druck auf Schulbeamte, Lehrende und Bibliothekare sowie Bibliothekarinnen aus, beispielsweise durch Einschüchterungen und über Gerichtsprozesse. Unter anderem fordert die Organisation, dass Bücher über Gender und Sexualität aus den Schulbibliotheken entfernt werden. Unter anderem wurde auf Betreiben der Organisation auch ein mehrfach preisgekrönter Graphic Novel über Anne Frank aus einer High-School-Bibliothek entfernt.

## Aktivitäten
Moms for Liberty begann mit dem Kampf gegen COVID-19-Schutzmaßnahmen in Schulen, wie Masken- und Impfpflichten. Inzwischen hat die Organisation jedoch ihre Aufmerksamkeit auf Lehrpläne und Bücher in Bibliotheken gerichtet und ist eine führende Stimme in der konservativen Bewegung geworden, die Schulen ideologischer Überschreitung bezichtigt, unter anderem beim Unterricht über Race, Geschlecht und Sexualität. Die Gruppe behauptet, dass ihr Schwerpunkt bei „Elternrechten“ liegt, und sieht ihre Aufgabe darin, Eltern zu schulen, um Schulverantwortliche zur Rechenschaft zu ziehen.

## Mitglieder und Einfluss
Moms for Liberty hat inzwischen rund 120.000 Mitglieder in 45 Bundesstaaten und übt dort großen Einfluss auf die lokale Schulpolitik aus. 2022 wurden nach eigenen Angaben 275 von 500 unterstützte Wahlen für Schulräte gewonnen. Die Organisation hat sich als konservative Kraft etabliert und behauptet, parteiunabhängig zu sein, obwohl sie von republikanischen Politikern wie Donald Trump und dem Gouverneur von Florida, Ron DeSantis, unterstützt wird.

## Kritik
Moms for Liberty wurde wegen Belästigung, Vertiefung der Spaltung unter den Eltern, Behinderung der Erziehung von Schülern und enger Verbindungen zur Republikanischen Partei kritisiert. Das Southern Poverty Law Center (SPLC) hat Moms for Liberty als extremistische Gruppe eingestuft. Die Gruppe verbreite häufig Verschwörungstheorien über öffentliche Schulen, die angeblich versuchen, Kinder mit einem progressiven marxistischen Lehrplan zu indoktrinieren und zu sexualisieren.

## Audio
- „Moms for Liberty“ – US-Power-Frauen oder rechtsextremistische Hass-Gruppe?, von Katrin Brand, Deutschlandfunk 7. Juli 2023, 3:20 Minuten Audio